# Moringa peregrina
Espèce
Classification phylogénétique

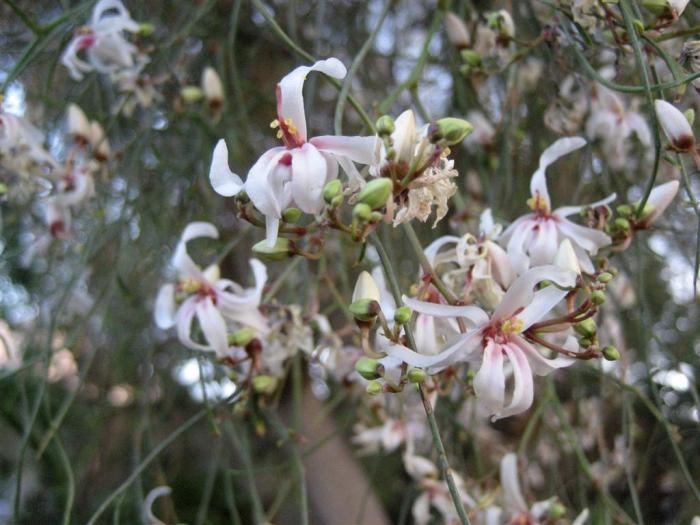
fleurs de ben

Moringa peregrina est une espèce de petit arbre à racine tubérisée des pourtours de la mer Rouge, de la famille des Moringaceae.
Ses feuilles sont bleutées. Ses fleurs sont zygomorphes, blanc rosé ou jaune clair, odorantes.
Les fruits ("glands parfumés" ou myrobolans) servent à l'obtention de l'huile de ben, qui était réputée dans l'antiquité en Égypte et en Grèce.
La racine tubéreuse peut être consommée après cuisson.

## Synonyme
- Hyperanthera peregrina Forssk.